# Bulbophyllum ovatolanceatum
Bulbophyllum ovatolanceatum là một loài phong lan thuộc chi Bulbophyllum.